# Hammersbach (Walchensee)
Der Hammersbach ist ein etwa 1,4 km langer Zufluss des Walchensees in Oberbayern.

## Geographie

### Verlauf
Der Hammersbach entsteht in einem Graben beim ehemaligen Reitweg Maximilians des II., ostnordöstlich des von Westen nach Ostsüdosten ziehenden Kamms des Herzogstands (Gipfel auf 1731 m ü. NHN). Nach ostwärtigem, zuletzt noch kurz südwärtigem Lauf unterquert er am südwestlichen Ortsrand des an der Nordspitze des Walchensees liegenden Uferorts Urfeld die Kesselbergstraße (Bundesstraße 11) und mündet einen Steinwurf weiter in den See.

### Einzugsgebiet
Das etwa 1,0 km² große Einzugsgebiet gehört zu den Walchenseebergen, einem Teil der Kocheler Berge. Der höchste Punkt liegt am ostsüdostwärts laufendem Kamm des Herzogstands auf etwa 1600-1500 m ü. NHN. Angrenzende Einzugsgebiete sind das des Jochbachs im Nordwesten und Norden, der zum Kochelsee entwässert, sowie eines Baches, der entlang der Südseite des Herzogstand-Kammes wie der Hammersbach selbst zum Walchensee fließt. Das gesamte Einzugsgebiet gehört zur Gemeinde Kochel am See.